# Thomas Cook and Son

Inserat von Thomas Cook & Son (um 1900)

Thomas Cook and Son war der Name eines britischen Reisebüros, gegründet 1871 von Thomas Cook mit seinem einzigen Sohn John Mason Cook als offiziellem Partner. Nach dem Tod des Gründers wurde das Unternehmen von 1892 bis 1928 von seinen Nachfahren weitergeführt und schließlich 1928 an die Compagnie Internationale des Wagons-Lits mit Sitz in Brüssel und Paris verkauft. Zur Unternehmenszeit war Thomas Cook ein Synonym für gutorganisierte Reisen.

## Entwicklung
Cook eröffnete 1872 ein Büro in Kairo, um organisierte Schiffsreisen durchzuführen. Am 26. September desselben Jahres begann die erste von ihm organisierte Weltreise; sie dauerte 222 Tage. 1874 wurde von Cooks Unternehmen in New York der Reisekreditbrief, ein Vorläufer des modernen Reiseschecks, eingeführt. Sein Sohn und Partner John Mason Cook setzte 1879 auf Internationalisierung des Familien-Unternehmens und begann Ausgaben von The Excursionist, einer 1851 von seinem Vater gegründeten Angebotszeitung, auch in Übersee zu vertreiben. So warb er in Frankreich, Deutschland, Indien, Australien, Asien, Amerika und dem Mittleren Osten für seine Angebote. Darüber hinaus verlegte er für seine Reisen eigene Reiseführer (Cook's Handbook to ...). Im selben Jahr 1879 zog sich Thomas Cook aus dem Geschäft zurück. Sein Sohn folgte ihm als alleiniger geschäftsführender Gesellschafter des Unternehmens. Nach dem Tod Thomas Cooks 1892 und dem seines Sohnes John Mason Cook 1899 wurde das Geschäft von dessen Söhnen Frank Henry, Ernest Edward und Thomas Albert fortgeführt. 
Ab 1900 stieg das Unternehmen zum Weltmarktführer der Reisebranche auf. Für den Österreichischen Lloyd organisierte es auf eigene Rechnung die Landausflüge auf den so genannten „Vergnügungsfahrten“ der Lloyd-Schiffe Anfang des 20. Jahrhunderts, wie z. B. der SS Thalia, wozu es Büros direkt auf den Schiffen unterhielt.
Ab 1919 vertrieb Thomas Cook & Son die ersten Flugtickets. Das Unternehmen blieb im Familienbesitz bis 1928, als Frank Henry und Ernest Edward es an ihre einzige internationale Konkurrenz, die Compagnie Internationale des Wagons-Lits et des Grands Express Européens (CIWL), verkauften. 
Nach dem Zweiten Weltkrieg verkaufte die CIWL das Unternehmen an die British Railways. Über diverse Besitzerwechsel entstand schließlich die ab 2001 in deutschem Besitz befindliche Thomas Cook Group, die bis 2009 zu Arcandor gehörte und im September 2019 die Zwangsliquidation beantragen musste.